# Nery Brenes
Pour les articles homonymes, voir Brenes (homonymie) et Cardenas.
Nery Antonio Brenes Cárdenas (né le 25 septembre 1985 à Puerto Limón) est un athlète costaricien spécialiste du 200 et du 400 mètres.

## Carrière
Il réalise 44 s 94 en demi-finale des Jeux olympiques de Pékin, le 19 août 2008 et 45 s 01 (également en demi-finale) lors des Championnats du monde d'Osaka en 2007, ses meilleurs temps de l'année dans la plus importante compétition annuelle.
En début de saison 2010, Nery Brenes se classe quatrième des Championnats du monde en salle de Doha en 46 s 55.
Il remporte le titre du 400 m aux Championnats Ibéro-américains 2010, et s'impose par ailleurs dans l'épreuve du relais 4 × 400 m lors de la Coupe continentale de Split dans une équipe des Amériques composée des Américains Bershawn Jackson et Greg Nixon et du Jamaïcain Ricardo Chambers.

Fin 2011, Nery Brenes remporte le titre du 400 m des Jeux panaméricains disputés en altitude à Guadalajara, au Mexique. Auteur de 44 s 65 en finale, il bat son record personnel et devient par ailleurs le quatrième meilleur performeur mondial de l'année derrière LaShawn Merritt, Kirani James et Rondell Bartholomew. Il devance sur le podium Luguelin Santos et Ramon Miller.

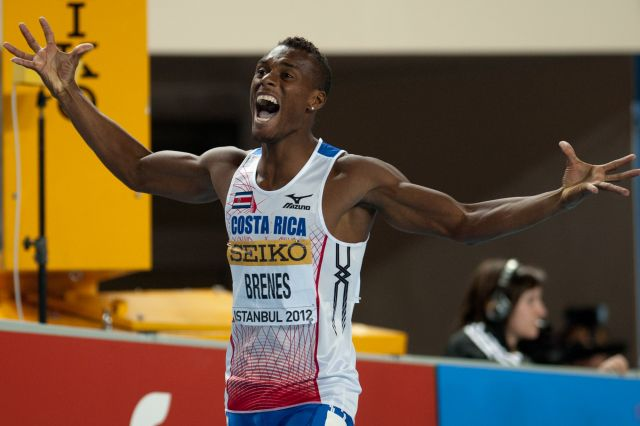
Nery Brenes après sa victoire sur 400 m lors des Championnats du monde en salle 2012 d'Istanbul

Nery Brenes devient champion du monde en salle du 400 m en mars 2012 à Istanbul. Bénéficiant du couloir extérieur en finale grâce à sa victoire lors du tour précédent, face notamment à Kirani James, le costaricien remporte la course en 45 s 11, devant les Bahaméens Demetrius Pinder et Chris Brown. Il établit un nouveau record des championnats et améliore de 0,90 s son record personnel. 
Il remporte la seule médaille masculine de son pays lors des Championnats NACAC 2015 qui se déroulent dans son pays natal, en étant devancé par Lalonde Gordon.
Le 23 juin 2016, lors du Meeting de Madrid, Nery Brenes s'impose en 44 s 60, améliorant son record personnel vieux de 5 ans (44 s 65 en 2011),.
Le 5 août 2016, il est le porte-drapeau du Costa Rica lors de la cérémonie d'ouverture des Jeux olympiques de 2016 à Rio.
Le 2 août 2018, Brenes remporte la médaille de bronze du 400 m des Jeux d'Amérique centrale et des Caraïbes de Barranquilla en 45 s 61, derrière le Dominicain Luguelín Santos et le Cubain Yoandys Lescay.

## Palmarès
| Date | Compétition                              | Lieu             | Résultat | Épreuve   |
| ---- | ---------------------------------------- | ---------------- | -------- | --------- |
| 2007 | Championnats NACAC                       | San Salvador     | 3e       | 400 m     |
| 2008 | Championnats du monde en salle           | Valence          | 4e       | 400 m     |
| 2010 | Championnats du monde en salle           | Doha             | 4e       | 400 m     |
| 2010 | Championnats ibéro-américains            | San Fernando     | 1er      | 400 m     |
| 2010 | Jeux d'Amérique centrale et des Caraïbes | Mayagüez         | 1er      | 400 m     |
| 2010 | Coupe continentale                       | Split            | 1er      | 4 × 400 m |
| 2011 | Jeux panaméricains                       | Guadalajara      | 1er      | 400 m     |
| 2012 | Championnats du monde en salle           | Istanbul         | 1er      | 400 m     |
| 2014 | Championnats du monde en salle           | Sopot            | 6e       | 400 m     |
| 2014 | Championnats ibéro-américains            | São Paulo        | 3e       | 400 m     |
| 2014 | Jeux d'Amérique centrale et des Caraïbes | Xalapa           | 8e       | 400 m     |
| 2014 | Jeux d'Amérique centrale et des Caraïbes | Xalapa           | 5e       | 4 × 400 m |
| 2015 | Championnats NACAC                       | San José         | 2e       | 400 m     |
| 2015 | Championnats NACAC                       | San José         | 6e       | 4 x 400 m |
| 2016 | Ligue de diamant                         | Ligue de diamant | 4e       | 400 m     |
| 2018 | Jeux d'Amérique centrale et des Caraïbes | Barranquilla     | 3e       | 400 m     |
| 2018 | Championnats NACAC                       | Toronto          | 2e       | 400 m     |

## Records
| Épreuve | Épreuve   | Performance     | Lieu           | Date         |
| ------- | --------- | --------------- | -------------- | ------------ |
| 200 m   | Plein air | 20 s 20 (+ 0,2) | Rio de Janeiro | 16 août 2016 |
| 400 m   | Plein air | 44 s 60 (NR)    | Madrid         | 23 juin 2016 |
| 400 m   | En salle  | 45 s 11 (NR)    | Istanbul       | 10 mars 2012 |